# 優洛 (加利福尼亞州)
優洛（英語：Yolo）是位於美國加利福尼亞州優洛縣的一個人口普查指定地區。

## 地理
優洛的座標為38°43′55″N 121°48′28″W / 38.73194°N 121.80778°W，而該地最高點為海拔高度25米（即82英尺）。

## 人口
根據2010年美國人口普查的數據，優洛的面積為10.426平方千米，當中陸地面積為10.426平方千米，而水域面積為0.000平方千米。當地共有人口452人，而人口密度為每平方千米43人。